# Susianna Kentikian
Susianna "Susi" Levonovna Kentikian (født 11. september 1987 i Jerevan, Armenien, som Syuzanna Kentikyan) er en  armensk-tysk professionel bokser, der bor i Tyskland.
Kentikian forlod på grund af Nagorno-Karabakh-krigen Armenien sammen med sin familie som fireårig til fordel for Tyskland. Hun begyndte at bokse som tolvårig og havde en succesrig amatørkarriere, inden hun i 2005 blev professionel. Hun vandt sin første VM-titel i 2007 og har siden vundet flere forskellige forbund.